# Divara van Haarlem

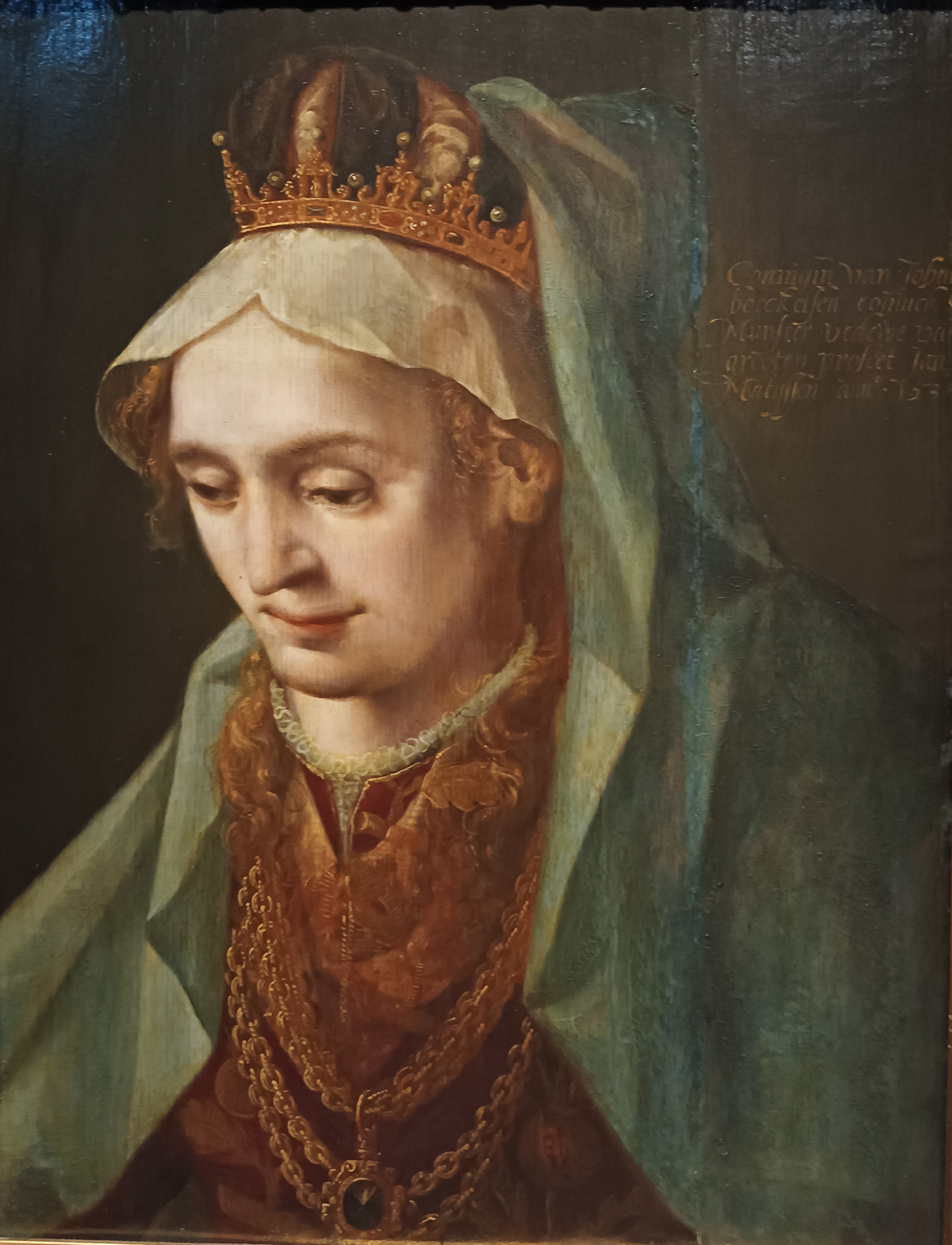
Divara van Haarlem

Divara van Haarlem , auch Dieuwertje Brouwersdr. (geboren um 1511 vermutlich in Haarlem; gestorben 7. Juli 1535 in Münster), war eine niederländische Anhängerin der Täuferbewegung, die durch ihre Heirat zur „Königin der Täufer“ in Münster wurde.

## Leben
Dieuwertje Brouwersdr. wurde um 1511 vermutlich in Haarlem geboren und war die Tochter eines Brauers. Sie lebte unverheiratet mit Jan Matthys zusammen, der einer der führenden Persönlichkeiten der radikalen Täuferbewegung war. Matthys verließ 1533 seine Ehefrau, um weiter in „geistiger Gemeinschaft“ mit Dieuwertje zu leben und mit seinen apokalyptischen Vorhersagen die Führung der Täuferbewegung übernahm. Sie trafen im Februar 1534 in Münster ein, wo der Herr gemäß Jans Prophezeiung zu Ostern, in dem Jahr am 5. April 1534, auf die Erde zurückkehren würde und deshalb das Täuferreich von Münster  errichtet wurde. In Münster wurde allein die Erwachsenentaufe angeordnet und wer sie als Wiedertaufe ablehnte, hatte bis zum 27. Februar Zeit, die Stadt zu verlassen. Mit der Besetzung des Rathauses und des Marktplatzes nahmen die Täufer die Stadt in Besitz.
Sofort belagerte der Bischof von Münster die Stadt und als am 5. April 1534 nichts passierte, wagte Jan Matthys mit einer kleinen Gruppe Männer einen bewaffneten Ausfall aus der Stadt, bei dem er getötet wurde. Dieuwertje Brouwersdr. heiratete im Juli 1534, wenige Monate nach dem Tod von Matthys Jan van Leiden, den neuen Propheten des isolierten Münsters. Er versuchte, die Stadt in einen Gottesstaat umzuwandeln, führte die Polygamie ein und ließ sich im September zum König ausrufen. Ihr Ehemann hatte sechzehn Konkubinen, darunter Elisabeth Wandscherer, dennoch war Dieuwertje seine erste und wichtigste Frau. Sie galt als „die Schönste“ und war zudem die Einzige, die sich Königin nennen durfte und ihr Name wurde in Divara geändert. Sie trug „Kleidung aus goldenem Stoff“, eine goldene Kette und eine goldene Krone und hatte ihren eigenen Hofstaat mit ihrem eigenen Gefolge. Als am 13. Oktober 1534 mit der gesamten Bevölkerung Münsters, nach Schätzungen waren es sechstausend Frauen und zweitausend Männer, auf dem Kirchplatz das Abendmahl gefeiert wurde, durfte Divara Brot und Wein austeilen. Es ist ihr einziger bekannter offizielle Auftritt.
Dies endete am 24. Juni 1535, als die Stadt von den Belagerern eingenommen wurde. Achthundert Männer wurden getötet und Hunderte Männer und Frauen gefangen genommen. Divara van Haarlem war eine von ihnen. Es ist keine Vernehmung von ihr überliefert und daher gibt es nur wenige Informationen über ihre Rolle als Königin. Am 7. Juli 1535 wurde sie zusammen mit vier anderen Frauen enthauptet. Sie muss etwa 24 Jahre alt gewesen sein.
Eine Oper über ihr Leben wurde 1993 von José Saramago und Azio Corghi mit dem Titel „Divara – Wasser und Blut“ komponiert.